# Zero Infinity -Devil of Maxwell-
『Zero Infinity -Devil of Maxwell-』（ゼロインフィニティ デビルオブマクスウェル）は、日本のアダルトゲームブランドlight（ライト）から2012年9月27日に発売されたアダルトゲーム。

## 概要
vermilion -bind of blood-を制作した、いわゆる「vermilionチーム」による第二作。近年のブランドの流れであった伝奇・オカルトな路線から一転して、本作では科学をテーマにしたSF・サイバーパンクなシナリオ、世界観が展開されるのが特徴である。
キャッチコピーは「輝く決意を身に纏い、無我の影を従えて 真理を刻む無限の時計、轟け鋼の咆哮よ－－刻鋼式心装永久機関・起動」

## あらすじ
昭和43年（1968年）の八紘市で、主人公・秋月凌駕は妹の高嶺や幼馴染の万里也ジュンと平凡ながら平穏な生活を送っていたが、公園で出会った緋文字礼との邂逅をきっかけに、時計機構（ホロロギウム）と、マレーネ・フランケンシュタイン率いるロビンフットの刻鋼機人（イマジネイター）同士の戦いに巻き込まれる。最初は戸惑う凌駕だが、自分の日常の均衡（バランス）を保つために、自身もロビンフットの刻鋼機人として戦いにその身を投じる。

## 登場人物
秋月凌駕
声 - 佐和真中
主人公。平凡な生き方を望むが、逆境で初めて真価を発揮するタイプでもある。妹と二人で暮らしている。
万里也ジュン
声 -美月
凌駕のクラスメートで彼を異性として意識している。快活な性格で友情に篤い。
青砥美汐
声 -青山ゆかり
凌駕と同学年の女子生徒。才色兼備の令嬢だったが、家族を失って以来は裏表を持つようになった。
マレーネ・フランケンシュタイン
声-尾藤彩子
左目に眼帯をした少女。かつて時計機構に所属していたが反旗を翻し、現在は反時計機構の独立武装集団・ロビンフッドを率いている。
ある一族の最後の生き残りで、その一族の宿命を背負うべく来日し、凌駕と出会った。なお、フランケンシュタインの姓は本名ではない。
緋文字礼
声-ミノベサトル
時計機構からの脱走者で、逃走時は自分の名前以外の記憶を失っていた。冷静な性格で、ひらめきに満ちた天才。
カレン・キリシマ
声-奏雨
時計機構からの脱走者で、マレーネの組織の一員である日系人。誰とでも仲良くなることができ、女性に免疫のない凌駕を誘惑して惑わせた。
秋月高嶺
声 -雪都さお梨
凌駕の妹。家事が得意だがブラコン。ジュンとは仲が良い。
草笛切
声-百瀬ぽこ
マレーネの組織の協力者である諜報員で、校医も務めている。つかみどころのない性格をしており、なかなか正体を現さない。

### 時計機構
アレクサンドル・ラスコーリニコフ
声-野☆球
時計機構の戦闘実行部隊・ギアーズの指揮官で、エリザベータの上官にあたる。また、ソ連軍の将校でもあり、群内では時計機構の代理人的な立場にもあたる。第二次大戦中の活躍からは知る人ぞ知る英雄として見なされているが、本人は英雄視されることに否定的である。
エリザベータ・イシュトヴァーン
声-榊原ゆい
時計機構の戦闘実行部隊・ギアーズに所属する女性で、凌駕の命を狙っている。
自己統制に長けており、戦闘時は容赦しないものの、非戦闘時は穏やかな性格をしている。
イヴァン・ストリゴイ
声-堀川忍
顔に包帯を巻いた男で、時計機構所属。
鵺乱丸
声-佐山森
時計機構に所属する青年。虚無的な性格で、あらゆる物事の価値を否定しており、任務は暇つぶしとしてとらえている。
アポルオン
声-どてら4号
時計機構の最終意思の代弁者にして最終兵器で、名前の由来も予言をつかさどる存在・アポルオンからきている。
ネイムレス
声-堀川忍
時計機構から流出した完全機械化兵士で、見た目は赤いロボット。身体が完全に機械化した故自我を失っているはずだが、刻鋼人機達との戦いを求めてさまよっている。
オルフィレウス
声-響玲二
時計機構の幹部。18世紀に永久機関を生み出した科学者と同名。

## 舞台・用語
時計機構（ホロロギウム）
世界の科学技術を管理する組織で、古くから存在していた。本拠地となるものはなく、法によって結ばれた複合組織ともいうべき存在。そのため、時計機構に所属していたことを知ることなく生涯を終える人間もいる。
戦闘実行部隊・ギアーズ
時計機構の戦闘部隊で、いわゆる掃除屋。行動目的が細分化したため、部隊の中にはさらにまた多様な部隊がいくつも存在している。
なお、本作で登場するラスコーリニコフの部隊は、反逆者の殲滅・鎮圧の役割を担っており、構成員は全員刻鋼人機である。
ロビンフッド
マレーネ率いる反時計機構組織で、構成員の中には刻鋼人機がいる。なお、ロビンフッドという名前はマレーネがつけたものではなく、時計機構側がつけたものである。
刻鋼
超合金で、使用者の精神によって性質が変化する。
刻鋼式心装永久機関
永久機関の一種で、人体に組み込んで初めて起動する。
「同じ次元に47基以上は存在できず、それ以上増やそうとすると動作不良等が起きる」という特徴があり、この特徴は四十七基制限則（リミット・フォーティーセブン）と呼ばれている。
刻鋼人機（イマジネイター）
刻鋼式心装永久機関を埋め込まれたサイボーグ。平時は見た目が著しく変わることがなく、金属探知機にも引っかからないが、刻鋼人機同士での感知は可能。
戦闘時は、殲機と呼ばれる方法で心装永久機関で武装を具現化し武装する。殲機はいくつかの段階に分かれている。
輝装段階(ファーストフォーム)
殲機の第一段階。使用者の武器は第一印象および外面がモチーフとなっている。
影装段階(セカンドフォーム)
殲機の第二段階。使用者が自身に潜むイドを認めることによって発動する。心の闇が大きいほどコントロールが難しい。
八紘市(やひろ)
本作の舞台。北側が海に面し、三方を山々に囲まれた地方都市。元々は片田舎に過ぎなかったが、朝鮮戦争による特需に加え、地元出身の政治家の『日本列島改造論』に基づく、地元利益主導型の大規模投資により、工業化が急速に進んでいる。そのため他県の都市と比べても著しい発展を遂げている一方で、工場からの煤煙や光化学スモッグなどの公害にも見舞われている。

## 制作スタッフ
- キャラクターデザイン - 泉まひる
- 原画 - 泉まひる、さるか、夕薙
- シナリオ - 昏式龍也、高濱亮、吉籐誉将
- 音楽 - 与猶啓至
- 制作 - light